# Лугошки округ
Лугошки округ је био један од пет округа Војводства Србије и Тамишког Баната (крунске области Аустријског царства) између 1850. и 1860. године. Управни центар округа био је Лугош.

## Историја
Војводство Србија и Тамишки Банат формирано је 1849. године и првобитно је подељено на три округа: Бачко-торонталски, Темишварско-крашовски и Сремски. 1850. године је војводство подељено на пет округа, а подручје некадашњег Темишварско-крашовског округа је подељено на Лугошки и Темишварски округ.
1860. године укинути су и Војводство Србија и Тамишки Банат и његови окрузи, а територија Лугошког округа је тада укључена у оквир Крашовске жупаније (у саставу аустријске Краљевине Угарске).

## Географија
Лугошки округ је укључивао североисточни део Баната. Граничио се са Темишварским округом на западу, аустријском Трансилванијом на североистоку, аустријском Војном крајином на југу и југоистоку и аустријском Краљевином Угарском на северу.

## Демографија
По попису из 1850. године, округ је имао 229.363 становника, од чега:
- Румуна = 197.363
- Немаца = 21.179
- Бугара = 8.305
- Мађара = 1.505
- Срба = 612